# Egbert Herfurth
Egbert Herfurth (* 5. April 1944 in Wiese, Landkreis Trebnitz, Provinz Niederschlesien) ist ein deutscher Grafiker und Maler, der durch zahlreiche Buchillustrationen und Plakatgestaltungen bekannt geworden ist.

## Leben
Nach einer Lehre als Offsetretuscheur von 1960 bis 1962 und anschließender Tätigkeit als Wertpapiertechniker studierte Egbert Herfurth von 1964 bis 1969 an der Hochschule für Grafik und Buchkunst Leipzig bei Wolfgang Mattheuer. Von 1972 bis 1974 hatte er eine Aspirantur an der Kunsthochschule Berlin-Weißensee inne. Nach Leipzig zurückgekehrt war Herfurth von 1974 bis 1977 Meisterschüler bei Albert Kapr an der Hochschule für Grafik und Buchkunst Leipzig. Seit 1977 arbeitet er freischaffend. Er gehört zu den wichtigsten Leipziger Holzstechern. Von 1974 bis 1990 war Egbert Herfurt Mitglied im Verband Bildender Künstler der DDR, ab 1974 Mitglied der Sektionsleitung Gebrauchsgrafik im Bezirksverband Leipzig. Nach 1990 wurde er Mitglied im Bund Deutscher Grafik-Designer. Sein Werk umfasst ca. 180 Buchillustrationen sowie zahlreiche Plakate und Bilder. Er hatte über 300 Einzel- und Gruppenausstellungen in 20 Ländern. In der DDR war er u. a. von 1967 bis 1988 von der VI. Deutschen Kunstausstellung bis zu X. Kunstausstellung der DDR in Dresden vertreten.
Seine Ehefrau war die Grafikerin Renate Herfurth (1943–2009). Egbert Herfurth lebt und arbeitet in Leipzig.
Seinen Vorlass übergibt er Stück für Stück dem Deutschen Buch- und Schriftmuseum in Leipzig.

## Werkbeispiele
- 1973 Plakate zu den Weltfestspielen in Berlin, u. a. Festivalfräulein
- 1974 Buchillustration (kolorierte Holzstiche) zu Wolfgang Tilgner: Das älteste Handwerk. Gedichte. Mitteldeutscher Verlag Halle (Saale)
- 1975 Plakat Froschkönig
- 1976 Buchillustration zu Sarah Kirsch: Die ungeheuren bergehohen Wellen auf See. Erzählungen. Eulenspiegel Verlag Berlin
- 1976 19 Kupferstiche zu Gotthold Ephraim Lessing: Epigramme. An die Herren X und Y. Insel Verlag, Leipzig 1976 – Insel-Bücherei 581/2
- 1977 Illustration zu Walter Dietze (Hrsg.): 333 Limericks. Edition Leipzig
- 1978 Buchillustration zu Franz Fühmann: Die dampfenden Hälse der Pferde im Turm von Babel
- 1980 Einband und Schutzumschlag zu Janusz Korczak: König Macius der Erste
- 1980 Buchillustration zu Der Weisheit letzter Schuss. Aphorismen. Eulenspiegel Verlag, Berlin, 1980
- 1980 LP-Cover: Das tapfere Schneiderlein / Der Fischer und seine Frau. Kinderhörspiel, Litera
- 1983 Werbeplakatserie NARVA
- 1984 Ausstellungsplakat Geschrieben – gemalt – gelesen. Kinderbücher von 1974 bis 1984
- 1984 Buchillustration zu Horst Seeger (Hrsg.): Die große Liedertruhe: Schöne alte und neue Volkslieder. 1. Auflage. Kinderbuchverlag, Berlin 1984 (319 S.). Auflage nach der Wende: Die grosse Liedertruhe: Schöne alte und neue Volkslieder. 3. leicht veränderte  Auflage. Faber & Faber, Leipzig 1997, ISBN 978-3-928660-98-3 (287 S.).
- 1984 LP-Cover: Der Teufel mit den drei goldenen Haaren (zusammen mit Günter Jacobi). Kinderhörspiel, Litera
- 1985 Buchillustration zu Bilder-Menagerie für Jung und Alt, Der Kinderbuchverlag  Berlin
- 1987 Holzstich Parisurteil Inversdarstellung des klassischen Themas: eine Frau wählt zwischen drei Männern
- 1998 Buchillustration zu Erich Kästner: Herz auf Taille, Verlag Faber & Faber, mit 40 Originalacrylstichen von Herfurth
- 2001 Buchillustration zu Alter Wein in neuen Schläuchen, Faber & Faber, mit farbigen Illustrationen von Herfurth
- 2001 Buchillustration zu Benedikt Dyrlich: Jakub und das Katzensilber. Heiterer Abenteuerroman für junge Leser. Domowina Verlag,
- 2002 Buchillustration zu Johann Peter Hebel: Schatzkästlein. Faber & Faber, mit farbigen 100 Illustrationen von Herfurth
- 2003 Buchillustration zu Doddlmoddl Aufbau, Berlin ISBN 3-351-04036-9
- 2004 Buch: Karneval der Bücher, Faber & Faber, ein Egbert-Herfurth-Bilder-Buch
- 2006 Buchillustration zu Ein Eisbär aus Apolda Leiv Buchhandels- und Verlagsanstalt, ISBN 3-89603-257-7
- 2006 Buchillustration zu Paul Gerhardt: "Geh aus mein Herz...", Faber & Faber

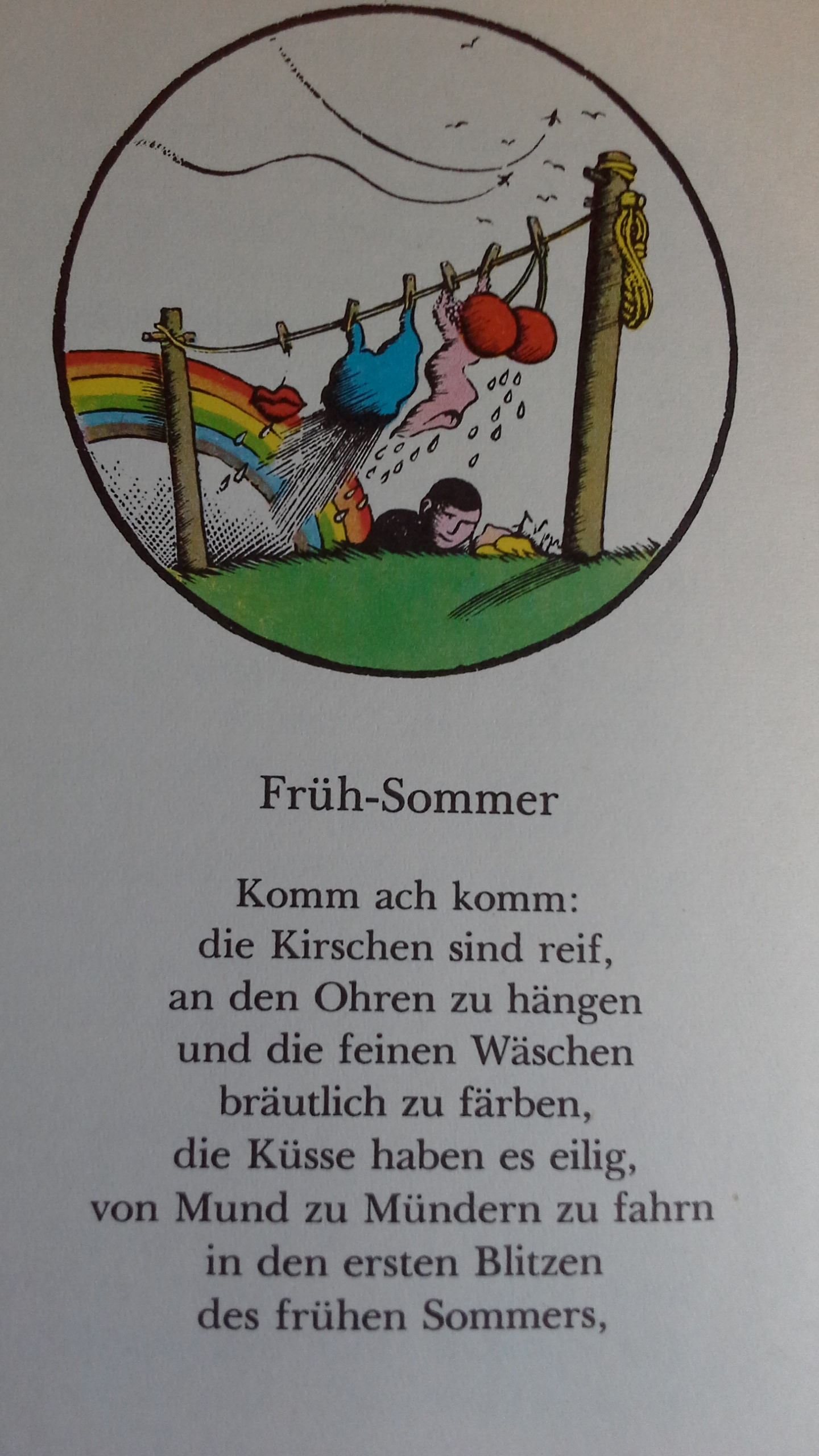
Kolorierter Holzstich Herfurths zu Wolfgang Tilgners Das älteste Handwerk.

- Kolorierter Holzstich Herfurths zu Wolfgang Tilgners Das älteste Handwerk.2008 Buchillustration zu "Ein feste Burg...", Luthers Lieder, Faber & Faber, mit 50 farb. Illustrationen von Herfurth
- 2013 Helmut Richter: Wer die Fuge liebt, der beweibt sich. Hundert Limericks mit hundert Illustrationen von Egbert Herfurth. Faber & Faber, Leipzig, 2013. ISBN 978-3-86730-133-6.

## Einzelausstellungen (unvollständig)
- 1989 Frankfurt (Oder), Kabinett Galerie Junge Kunst (Kinderbücher etc.)
- 1978 Leipzig, Galerie Kunst in Bibliotheken in der Georg-Maurer-Bibliothek (Graphik und Illustrationen)
- 1984 Halle (Saale), Galerie Roter Turm (Kinderbuchillustrationen)
- 1989 Boizenburg, Galerie Fliesenwerke (Illustrationen und Plakate)
- 1991 Berlin, Galerie Taube (Graphik und Buchillustrationen)
- 1994 Leipzig, Galerie der Hochschule für Grafik und Buchkunst (Illustrationen, Bücher und Plakate)
- 2000 Dresden, Kinderzentrum Dresden-Friedrichstadt (Buchillustrationen, Bilderbogen und Plakate)
- 2002 Posterstein (Thüringen), Museum Burg Posterstein ("Spuren", Bilder, Bücher, Poster)
- 2004 Bielefeld, Universitätsbibliothek (Buchillustrationen)
- 2009 Leipzig, Haus des Buches ("Herfurths schönste Seiten")
- 2010 Lunzenau (Sachsen), Galerie Prellbock ("Karneval der Bücher", Grafiken)
- 2014  Glauchau, Galerie art gluchowe im Schloss Forderglauchau ("Zweisam" Graphik, Aquarelle, Illustrationen; mit Renate Herfurth)

## Auszeichnungen
- 1980 Hans-Christian-Andersen-Ehrenliste der IBBY
- 1982 Bronzemedaille der iba Leipzig
- 1983 Kunstpreis der Stadt Leipzig
- 1985 Bologna Ragazzi Award als lobende Erwähnung für Die grosse Liedertruhe
- 1989 Ehrenpreis, Silbermedaille und Ehrendiplom der iba Leipzig
- 1990 Hans-Baltzer-Preis des Kinderbuchverlags für Illustratoren
- 1995 Hans-Meid-Preis
- 2002 Pawel-Steller-Medaille Kattowitz, Polen
- 2005 Pawel-Steller-Medaille und Sonderpreis des Direktors der schlesischen Bibliothek Kattowitz